# Walter NZ-40
Walter NZ-40 a Walter NZ-45 byly československé tříválcové vzduchem chlazené hvězdicové motory. Byly vyvinuty na přelomu 20.-30. let 20. století a byly vyráběny Akciovou továrnou automobilů Josef Walter a spol. v Praze - Jinonicích.

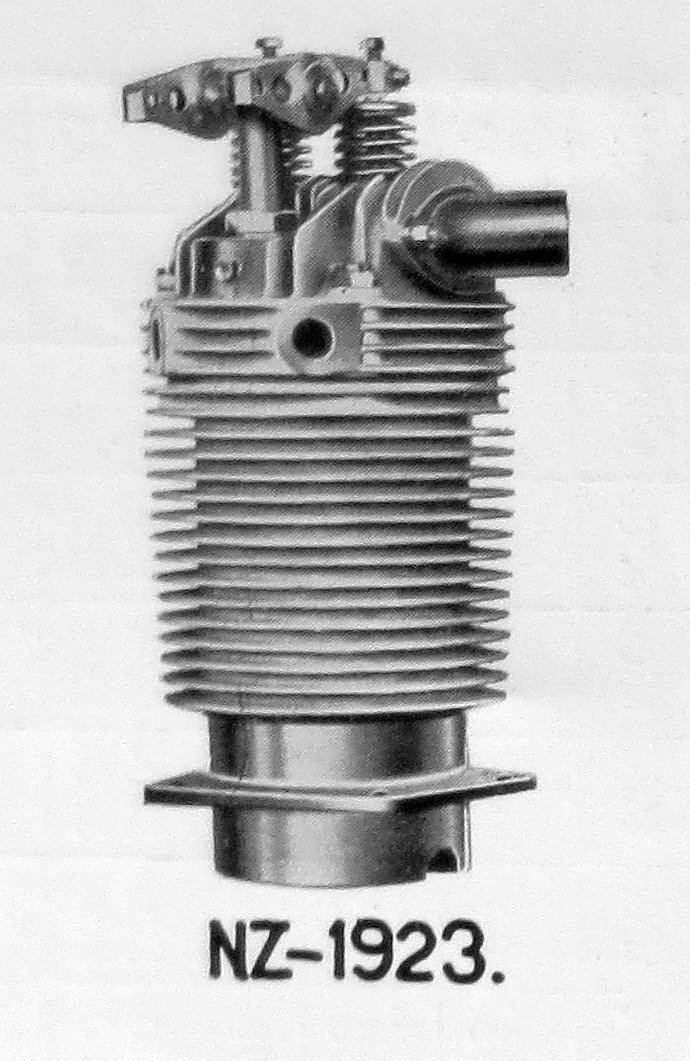
Walter NZ-40 (detail válce)

## Vznik a užití
Walter NZ-40 byl odvozen od základního motoru řady NZ, od pětiválcového typu Walter NZ-60 (1923-1930). Všechny motory řady NZ měly jednotné vrtání 105 mm a zdvih 120 mm (až na Walter Scolar). Lišily se pouze počtem válců. Konstrukčně jej zpracoval, po odchodu ing. Nováka a ing. Zeithammera, ing. František Barvitius, hlavní konstruktér a technický ředitel jinonické továrny.
Tříválec NZ-40 z roku 1929 přibyl do řady NZ jako poslední, po základním pětiválci NZ-60 (1923) ho předstihly sedmiválcový Walter NZ-85 (1926) i devítiválcový Walter NZ-120 (1927). S tříválcem však byly potíže, které způsobovaly nevyváženost chodu. Kvůli nadměrným vibracím se motor NZ-40 nedostal do výroby a ani k montáži na letoun. Motor byl přepracován na verzi Walter NZ-45. Jeho homologační zkouška byla odjeta až ve dnech 26.1.-13.2.1932. Původní potíže motoru NZ-40 se nepodařilo odstranit, a proto ani NZ-45 nemá žádnou úspěšnou aplikaci v nasazení na nějaký letoun. Koncem roku 1932 byl nahrazen motorem Walter Polaris. Počty vyrobených motorů Walter NZ-40 resp. Walter NZ-45 oficiální statistiky neuvádějí, ale zřejmě se jednalo jen o jednotky kusů.

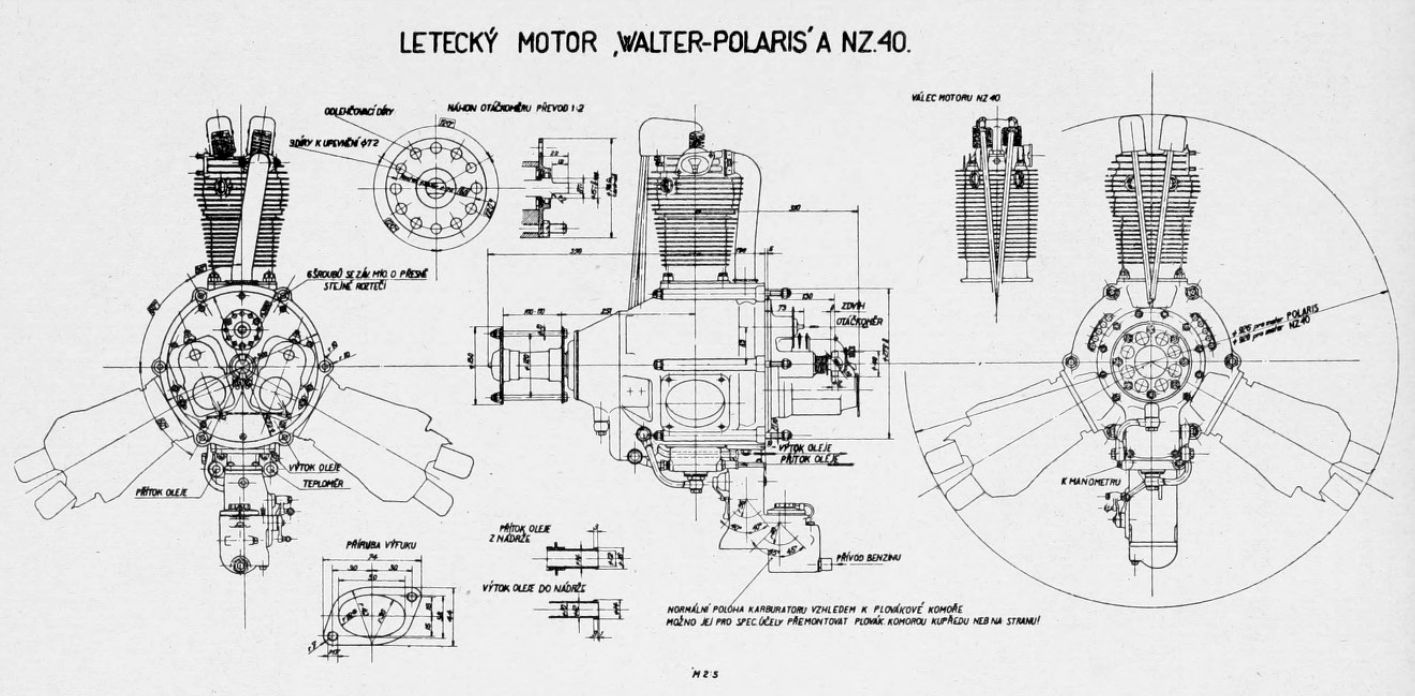
Walter NZ-40 a Walter Polaris (skica)

## Popis motoru
Motor Walter NZ-40 byl tříválcový, hvězdicový vzduchem chlazený motor s vrtáním 105 mm a zdvihem 120 mm (3H). Konstrukce motoru dovolovala využít jej na letounu v tažném nebo tlačném uspořádání. Motorová skříň byla ze dvou částí, odlitých z hliníkové slitiny. Válce byly ocelové s nalitými hliníkovými žebry. Hlava válců ze šedé litiny byla k válci přišroubována 4 šrouby. Dvoudílný, zalomený klikový hřídel byl vykován z oceli Poldi Vitrix Special a otáčel se ve dvou válečkových ložiscích a jednom kuličkovém ložisku. Přední konec hřídele měl kónické ukončení pro uložení vrtulového náboje.
Hlavní ojnice kruhového průřezu byla z chromniklové oceli, k níž byly přičleněny dvě vedlejší ojnice. Hlavní ojnice byla uložena na čepu klikového hřídele prostřednictvím bronzového pouzdra, vylitého ložiskovým kovem. Písty byly odlity z hliníkové slitiny a vyztuženy žebry, která současně přichycovala nálitky pro pístní čepy. Pístní čepy byly volné jak v ojnici, tak i v pístu. Byly zajištěny proti vysunutí Segerovými pojistnými kroužky. U rozvodu OHV byly ventily poháněny od vačkového kotouče prostřednictvím zvedáků, zdvihacích tyčinek a vahadélek. Vahadla byla uložena na válečcích. Mazání olejovým čerpadlem se suchou skříní, které bylo umístěno v přední části motorové skříně. Pumpy byly dvě - tlaková, která čerpala oleje do motoru, a vratná (sací), která čerpala olej z motoru zpět do nádrže. Zapalování bylo jednoduché magnety Scintilla. Na požádání bylo možné vybavit motor pouze jedním magnetem. Předstih zážehu byl ručně seříditelný. Počet svíček ve válci 2 nebo 1 (podle počtu magnet).
Byl to klasický benzinový motor s karburátorem Zénith "Triplediffuseur". Směs z karburátoru se přiváděla přes krátký nástavec do rozváděcího, kruhového kanálu, který byl v zadní polovině motorové skříně a odtud sacími trubkami k jednotlivým válcům. Směs v rozváděcí komoře byla ve spodní části předehřívána od výstupního olejového potrubí z motoru. Mimo to mohl být namontován i předehřívač vzduchu pracující s teplem z výfukového systému. Startování motoru bylo ruční, klikou umístěnou vzadu na motoru.

Výše uvedené nedostatky motoru Walter NZ-40 se konstrukční oddělení pokusilo odstranit verzí Walter NZ-45 z roku 1931. Montáž a demontáž motoru do draku letounu bylo možno provést velmi snadno bez odpojování kterékoliv části motoru, sacího potrubí atp., a přichycen byl k draku pouze 6 šrouby. Snadno byly přístupné a kontrolovatelné i olejové a benzínové přípojky a šroubení. Walter NZ-45 měl již mimo startování klikou i elektrické přes startovací magneto. 

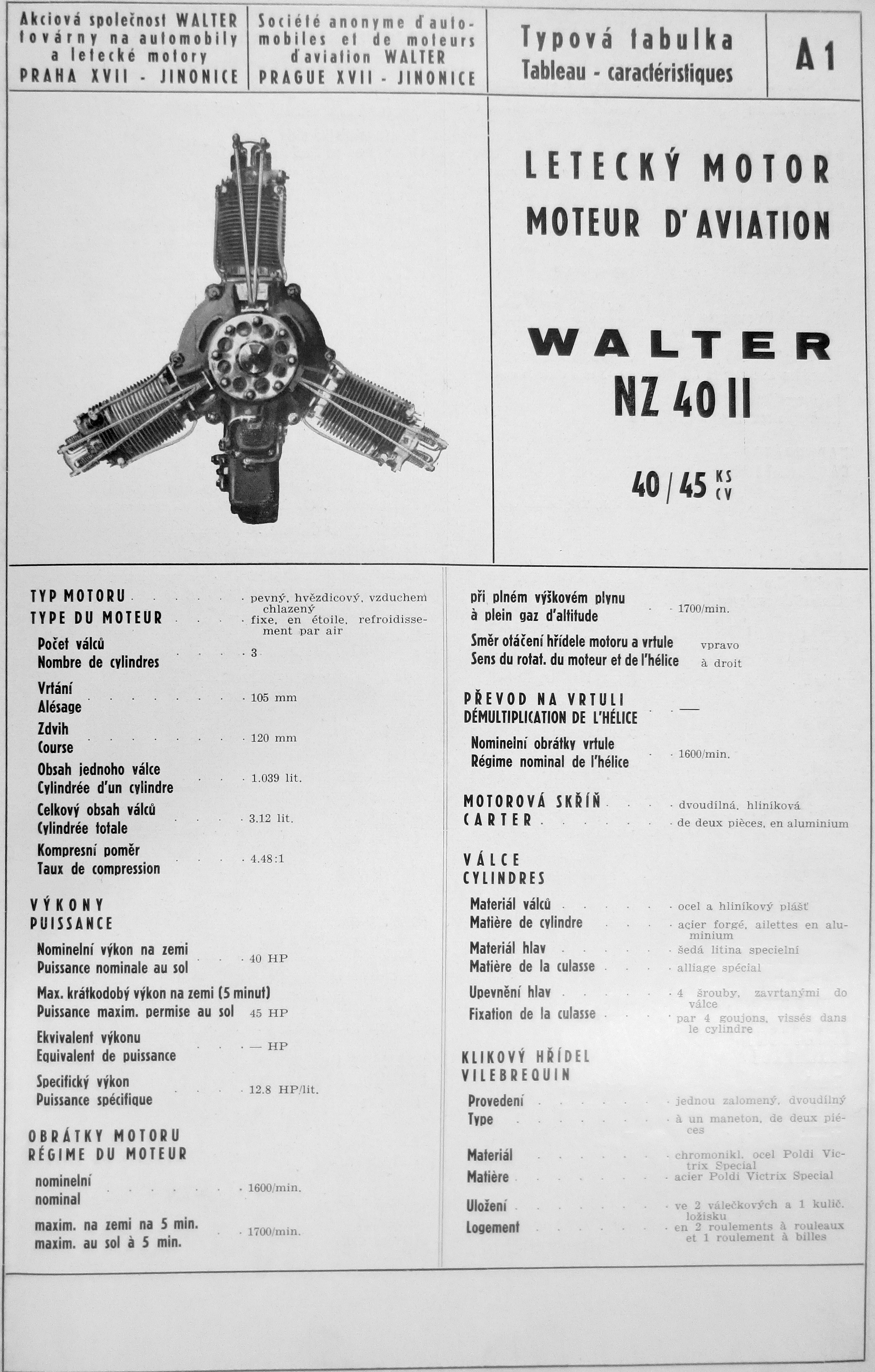
Walter NZ 40-II, typová tabulka, list A1/1

## Specifikace
Data dle

### Technické údaje
- Typ: čtyřdobý zážehový vzduchem chlazený hvězdicový letecký tříválec

- Vrtání válce: 105 mm
- Zdvih pístu: 120 mm
- Celková plocha pístů: 259,8 cm²
- Zdvihový objem motoru: 3120 cm³
- Kompresní poměr: 4,48:1
- Hmotnost suchého motoru: 72 kg
- Celková délka motoru: 695 mm (NZ-40), 708 mm (NZ-45)
- Max. průměr motoru: 965 mm (NZ-40), 920 mm (NZ-45)

### Součásti
- Rozvod: OHV, dvouventilový
- Karburátor: 2x Zénith Triplediffuseur
- Zapalování: 2x Scintilla PN3-D-E
- Mazání: tlakové oběžné, se suchou klikovou skříní
- Pohon: dvoulistá dřevěná vrtule
- Chladicí soustava: chlazení vzduchem

### Výkony
- Výkon:
  - vzletový: 45 k (33,1 kW) při 1700 ot/min (NZ-40), 50 k (36,8 kW) při 1800 ot/min (NZ-45)
  - jmenovitý: 40 k (29,4 kW) při 1600 ot/min (NZ-40), 45 k (33,1 kW) při 1720 ot/min (NZ-45)
- Spotřeba paliva: 230 g·h−1·k−1 / 313 g·h−1·kW−1
- Spotřeba oleje: 10 g·h−1·k−1 / 13,6 g·h−1·kW−1
- Specifický výkon: 10,6 kW/l (NZ-40), 11,8 kW/l (NZ-45)
- Poměr max. výkonu k hmotnosti: 0,46 kW/kg (NZ-40), 0,51 kW/kg (NZ-45)
- Specifická hmotnost: 2,2 kg/kW (NZ-40), 1,9 kg/kW (NZ-45)

## Použití v letadlech
-